# Романское неоязычество
Возрождение древнеримской (романской) политеистической религии произошло в нескольких формах. Объединённые общим стремлением к возрождению традиционных римских культов, такие течения были известны под разными названиями, включая cultus deorum Romanorum (поклонение римским богам), religio Romana (римская религия), Via romana agli dei (римский путь к богам), римско-италическая религия, языческая римская религия. В современный период был создан ряд слабо связанных между собой организаций.

## История
Интерес к возрождению древнеримских религиозных традиций восходит к эпохе Возрождения. Такие деятели, как Гемист Плетон и Юлий Помпоний Лет, стали предшественниками этой идеи. В Италии XIX века падение Папской области и процесс объединения Италии привели к антиклерикальным настроениям в интеллигенции. Некоторые итальянские интеллектуалы считали возрождение римского многобожия серьёзной альтернативой римскому католицизму. Такие авторы, как археолог Джакомо Бони и писатель Роджеро Мусмечи Феррари Браво, способствовали восстановлению римских культов. Некоторые из сторонников возрождения интересовались оккультизмом, пифагореизмом и масонством; в их число входили Амедео Рокко Арментано и Артуро Регини. В 1914 году Регини опубликовал статью «Языческий империализм» (Imperialismo Pagano), где доказывал существование непрерывной линии посвящения в Италии, соединяющей древнеримскую религию с современностью через таких людей, как Нума Помпилиус, Вергилий, Данте Алигьери и Джузеппе Мадзини.
Попытки возродить римские культы совпали с возникновением Национальной фашистской партии, и некоторые неоязычники пытались вступить в союз с фашистами. Это закончилось в 1929 году, когда Бенито Муссолини и Папа Пий XI подписали Латеранский договор, в результате чего неоязычники, так же как Мусмечи и Регини, разошлись с фашизмом. Под сильным влиянием Регини и неофашистского идеолога Юлиуса Эволы В современный период появились различные группы, в первую очередь Римское традиционное движение и Curia Romana Patrum в 1980-х годах.

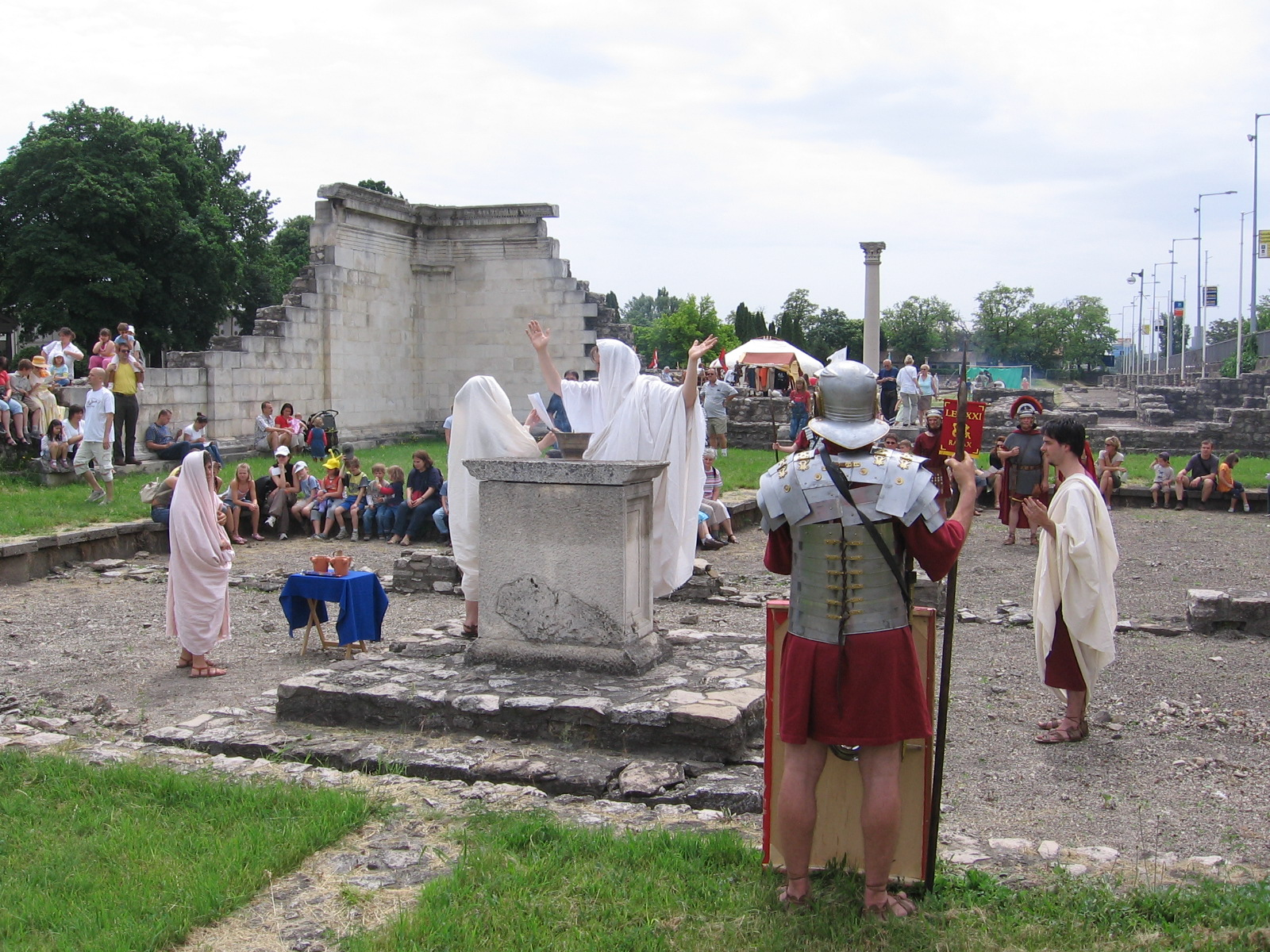
Организация «Nova Roma» проводит римскую религиозную церемонию в Аквинкуме (Будапешт), 2008

Вдохновлённая римским традиционным движением и Верховным советом этнических эллинов, идея римской религиозной практики в наше время распространилась за пределы Италии в страны европейской или западной культуры. Практикующие древнеримскую религию присутствуют особенно в Латинской Европе и Америке. Самая известная международная организация реконструктивистской римской религии — Nova Roma, основанная в 1998 году, имеющая активные группы на всех континентах.
В 2000-х годах Associazione Tradizionale Pietas посвятила себя реконструкции нескольких храмов по всей Италии и начала юридический процесс для получения признания от государства, вдохновляясь подобными организациями в других европейских странах, такими как ассоциации Thyrsus и YSEE в Греции. 30 июня 2023 года Pietas приняла участие во встрече ECER, где делегации ассоциаций из 17 стран разработали и подписали Рижскую декларацию, направленную на то, чтобы правительства различных организаций признали европейские этнические религии. Кроме того, с начала нового тысячелетия некоторые группы возобновили проведение публичных ритуалов, таких как ритуал в день Natale di Roma